# پی‌کی‌او بانک پولسکی

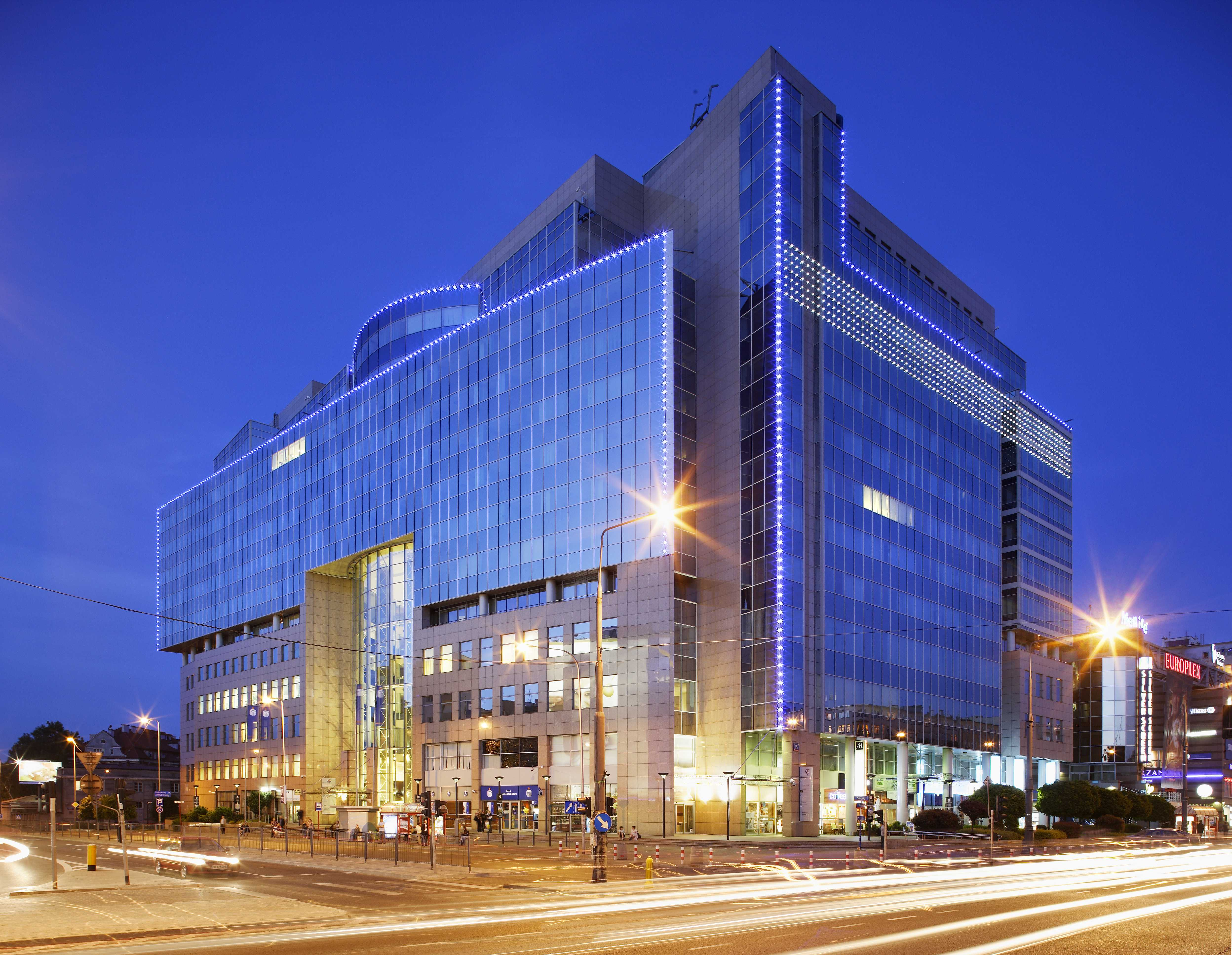
شعبه مرکزی پی‌کی‌او بانک پولسکی در شهر ورشو

پی‌کی‌او بانک پولسکی (به انگلیسی: PKO Bank Polski) بزرگترین شرکت خدمات مالی و بانکداری لهستانی است، که بخش عمده فعالیت‌های آن بر ارائه خدمات بانکداری خرد و بانکداری اختصاصی متمرکز می‌باشد.
پی‌کی‌او بانک پولسکی در سال ۱۹۱۹ توسط دولت لهستان تأسیس شد. این بانک در سال ۲۰۱۰ با دارایی بیش از ۶۰ میلیارد دلار، در فهرست فوربز جهانی ۲۰۰۰ در رتبه ۵۱۰ از بزرگترین شرکت‌های جهان قرار گرفت.
شعبه مرکزی بانک پی‌کی‌او در شهر ورشو قرار دارد و بخشی از سهام آن در بازار بورس ورشو معامله می‌شود. دولت لهستان با در اختیار داشتن اکثریت سهام این بانک، مالک اصلی آن به‌شمار می‌آید.